# Pachynoa thoosalis
Pachynoa thoosalis is een vlinder uit de familie van de grasmotten (Crambidae). De wetenschappelijke naam van deze soort is voor het eerst voorgesteld als Botys thoosalis door Francis Walker in een publicatie uit 1859.
De spanwijdte bedraagt 40-45 millimeter.
De soort komt voor in India, Laos, Cambodja, Thailand, de Filipijnen, Maleisië (Borneo), Indonesië (Sulawesi, Java, Sumatra, Ambon, Borneo), Brunei, Myanmar, Andamanen, Taiwan, Papoea-Nieuw-Guinea.